# ميكي بول
ميكي بول (بالإنجليزية: Micky Bull)‏ (3 أبريل 1930 بتويكنهام في المملكة المتحدة - 1 نوفمبر 2011 في المملكة المتحدة) هو لاعب كرة قدم بريطاني في مركز جناح ‏. لعب مع تونبريدج أنغلز وسويندون تاون ونادي برينتفورد وBedford Town F.C. ‏ وتشاثام تاون ‏ وTunbridge Wells F.C. ‏ وهاستينغز يونايتد ‏.